# Virgilio S. Almario
Virgilio S. Almario (ur. 9 marca 1944) – filipiński poeta, pisarz i krytyk literacki.

## Życiorys
Urodził się w Camias w San Miguel de Mayumo w prowincji Bulacan. Jest synem Ricarda Almario oraz Feliciany Senadren. Ukończył San Miguel High School, w której to zresztą później sam nauczał. Studiował nauki polityczne na University of the Philippines. Zawodowo związał się zarówno z macierzystą uczelnią jak i z prestiżowym Ateneo w Manili, na tym ostatnim wykładając na wydziale studiów filipińskich.
Znany jest przede wszystkim z rozległej aktywności pisarskiej oraz krytycznoliterackiej skupiającej się na jego ojczystym języku tagalskim. Jako poeta zadebiutował zbiorem Makinasyon at Ilang Tula (1967). Jego dorobek poetycki do końca XX stulecia zebrano w opublikowanej w dwóch tomach w 1998 Una Kong Milenyum. Zaliczany jest do przedstawicieli filipińskiego modernizmu. Pierwsze kroki w krytyce literackiej poczynił w 1972, wraz z ukazaniem się książki Ang Makata sa Panahon ng Makina. Wśród jego znaczących publikacji krytycznych wymienić można książki poświęcone historii literatury oraz rodzimym filipińskim tradycjom poetyckim, takie jak Taludtod at Talinghaga (1965; 1991), Walong Dekada ng Makabagong Tulang Pilipino (1981), Balagtasismo Versus Modernismo (1984), Kung Sino ang Kumatha Kina Bagongbanta, Ossorio, Herrera, atbp. (1992), Panitikan ng Rebolusyon (g 1896) (1993), Pag-unawa sa Ating Pagtula (2006) czy Mahigit Sansiglo ng Makabagong Tula sa Filipinas (2006).
Wniósł znaczący wkład w badania nad językiem tagalskim, obserwując także jego współczesną ewolucję. Opublikował chociażby Filipino ng mga Filipino (1993; 2009) oraz Tradisyon at Wikang Filipino (1998). Jest również autorem Patnubay sa Masinop na Pagsulat (1981), stanowiącego rodzaj podręcznika poprawnego stylu pisarskiego w języku tagalskim. Jako szef zespołu redakcyjnego wywarł decydujący wpływ na kształt UP Diksiyonaryong Filipino (2001; 2010), najbardziej kompleksowego spośród istniejących słowników języka tagalskiego. Przełożył także oraz zebrał w jednym tomie wybór z literatury światowej, wydany jako Makabagong Tinig ng Siglo (1989). Działa przy tym w rozmaitych organizacjach kulturalnych. Przewodniczył Komisyon sa Wikang Filipino (2013-2019), regulującej tagalski w jego formie uznawanej za język narodowy Filipin.
Za swoją działalność był wielokrotnie nagradzany i wyróżniany. Na mocy proklamacji prezydenckiej z 2003 przyznano mu tytuł Narodowego Artysty Filipin. Poślubił Emelinę B. Soriano, doczekał się z nią trójki dzieci.